# Estnische Basketballnationalmannschaft der Damen
Die estnische Basketballnationalmannschaft der Damen vertritt den Estland im internationalen Basketball und wird vom estnischen Basketballverband (estnisch Eesti Korvpalliliit) organisiert.
Bisher konnte sich die Mannschaft noch zu keinem größeren internationalen Wettbewerb qualifizieren.

## Abschneiden bei internationalen Wettbewerben

### Olympische Spiele
| - keine |

### Weltmeisterschaften
| - keine |

### Europameisterschaften
| - keine |

## Kader
Eine Übersicht des Kaders findet sich beispielsweise in der englischsprachigen Fassung dieses Artikels oder auf dem Internetportal eurobasket.com (s. Abschnitt Weblinks).